# Sha-Na
Sha-Na is een Vlaamse groep van zangeressen die vanaf 1992 vlotte liedjes en choreografieën brengt. De groep kende door de jaren verschillende bezettingen, meestal als duo en uitzonderlijk ook als trio.

## Biografie
Eind 1992 kwam het Vlaamse duo Sha-Na ("Shanna & Natascha") in de hitparade met Fernando (een vertaalde ABBA-cover). De groep werd gevormd door Marva Nielsen en Natascha Heylen. De twee besloten in 1993 met het nummer Liefde mee te doen aan de Vlaamse Eurosong. Ze kregen echter de minste punten. Kort hierna stopte Natascha, en werd vervangen door Petra Lerutte.
Na enkele succesvolle singles in de nieuwe samenstelling verliet ook Marva wegens interne spanningen de band. Zij werd vervangen door Claudia Decaluwé. Claudia maakte al eerder enkele singles onder haar eigen naam.
In juni 1998 werd Petra door Raymond Felix (de man achter het project Sha-Na) uit het duo gezet nadat zij zonder overleg haar haar kort had laten knippen. Haar plaats werd ingenomen door Nathalie Lobué van het voormalige meisjestrio Candy. Petra begon een solocarrière onder de naam Maity.
Claudia en Nathalie bleven langer samen. Ze scoorden enkele hits, maar na hun eigen versie van ABBA's Does your mother know? kwam er een einde aan Sha-Na. De single wordt niet goed ontvangen en Sha-Na sterft een stille dood.
Claudia richtte samen met haar toenmalige partner Gunter Van Campenhout, op dat moment de gitarist van Mama's Jasje, het duo Spark op. Nathalie startte een solocarrière als Tara Lowé, maar na één single kwam hier alweer een eind aan.
Begin 2007 kwam Sha-Na terug, ditmaal als trio: Kim Ghyselinck, Eva De Waelle en Kim Jacobs. Hun eerste single Van Hart Naar hart verscheen op 8 juni 2007.
Petra en Claudia maakten in januari 2011 een comeback met de single "Ladies Night". De single was de voorloper van een album dat in de loop van 2011 verscheen bij Ars Entertainment/Universal Music België.
In 2013 stopte Sha-Na opnieuw.
In 2019 werd de groep nogmaals opnieuw opgestart, met twee nieuwe zangeressen: Petra Wilhelmina Vanhoren en Katrien Paques.

### Bezettingen
1. 1992: Marva Nielsen en Natascha Heylen
2. 1994: Marva Nielsen en Petra Lerutte
3. 1995: Claudia Decaluwé en Petra Lerutte
4. 1998: Claudia Decaluwé en Nathalie Lobué
5. 2007: Kim Ghyselinck, Eva De Waelle en Kim Jacobs
6. 2011: Claudia Decaluwé en Petra Lerutte (comeback)
7. 2019: Petra Wilhelmina Vanhoren en Katrien Paques

## Discografie

### Albums
| Album met hitnotering(en) in de Vlaamse Ultratop 200 albums | Datum van verschijnen | Datum van binnenkomst | Hoogste positie  | Aantal weken     | Opmerkingen      |
| Eerste bezetting                                            | Eerste bezetting      | Eerste bezetting      | Eerste bezetting | Eerste bezetting | Eerste bezetting |
| ----------------------------------------------------------- | --------------------- | --------------------- | ---------------- | ---------------- | ---------------- |
| Hou van het leven                                           | 1993                  | -                     |                  |                  |                  |
| Tweede bezetting                                            |                       |                       |                  |                  |                  |
| De hit-singles met exclusieve remixes                       | 1994                  | -                     |                  |                  | Verzamelalbum    |
| Wat kan er mooier zijn                                      | 1995                  | 22-07-1995            | 16               | 9                |                  |
| Een droom, een fantasie                                     | 1996                  | 07-12-1996            | 17               | 14               |                  |
| De hit-singles - remixes                                    | 1996                  | 23-03-1996            | 23               | 5                | Verzamelalbum    |
| Derde bezetting                                             |                       |                       |                  |                  |                  |
| Het beste van                                               | 1997                  | 21-06-1997            | 9                | 10               | Verzamelalbum    |
| Vierde bezetting                                            |                       |                       |                  |                  |                  |
| Kleur je hart                                               | 1998                  | -                     |                  |                  |                  |

### Singles
| Single met hitnotering(en) in de Vlaamse Ultratop 50 | Datum van verschijnen | Datum van binnenkomst | Hoogste positie  | Aantal weken     | Opmerkingen                 |
| Eerste bezetting                                     | Eerste bezetting      | Eerste bezetting      | Eerste bezetting | Eerste bezetting | Eerste bezetting            |
| ---------------------------------------------------- | --------------------- | --------------------- | ---------------- | ---------------- | --------------------------- |
| Fernando                                             | 1992                  | -                     |                  |                  |                             |
| Hou van het leven                                    | 1993                  | -                     |                  |                  |                             |
| Je weet maar nooit                                   | 1993                  | -                     |                  |                  |                             |
| Ik voel me goed                                      | 1993                  | -                     |                  |                  |                             |
| Ik wil jou...alleen!                                 | 1994                  | -                     |                  |                  |                             |
| Tweede bezetting                                     |                       |                       |                  |                  |                             |
| Bij je zijn                                          | 1994                  | -                     |                  |                  |                             |
| Ademloos                                             | 1994                  | -                     |                  |                  |                             |
| Hou van mij                                          | 1995                  | -                     |                  |                  |                             |
| Geef je hart vannacht aan mij                        | 1995                  | 01-07-1995            | 8                | 16               | Nr. 8 in de Radio 2 Top 30  |
| Geef mij je glimlach                                 | 1995                  | 28-10-1995            | 17               | 13               | Nr. 17 in de Radio 2 Top 30 |
| Derde bezetting                                      |                       |                       |                  |                  |                             |
| Ik geef me helemaal aan jou                          | 1996                  | 03-02-1996            | 18               | 13               | Nr. 18 in de Radio 2 Top 30 |
| Orgelman                                             | 1996                  | 04-05-1996            | 9                | 15               | Nr. 9 in de Radio 2 Top 30  |
| Eviva España!                                        | 1996                  | 27-07-1996            | 7                | 13               | Nr. 7 in de Radio 2 Top 30  |
| Hasta mañana                                         | 1996                  | 02-11-1996            | 16               | 8                | Nr. 16 in de Radio 2 Top 30 |
| Aan de Wolgarivier                                   | 1996                  | 04-01-1997            | 25               | 10               | Nr. 25 in de Radio 2 Top 30 |
| Laat me gaan, Let me go                              | 1997                  | 22-03-1997            | 25               | 2                | Nr. 25 in de Radio 2 Top 30 |
| Een droom, een fantasie                              | 1997                  | -                     |                  |                  |                             |
| Ik weet niet waarom                                  | 1997                  | -                     |                  |                  |                             |
| Vierde bezetting                                     |                       |                       |                  |                  |                             |
| Yes sir, I can boogie                                | 1998                  | 25-07-1998            | 47               | 1                |                             |
| Kleur je hart                                        | 1998                  | -                     |                  |                  |                             |
| Ik hou alleen nog van jou                            | 1998                  | -                     |                  |                  |                             |
| Ritme van de zomer                                   | 1999                  | -                     |                  |                  |                             |
| Does your mother know?                               | 1999                  | -                     |                  |                  |                             |
| Vijfde bezetting                                     |                       |                       |                  |                  |                             |
| Van hart naar hart                                   | 2007                  | 07-07-2007            | 30               | 4                |                             |
| De zomer van de liefde                               | 14-07-2008            | -                     |                  |                  |                             |
| Zesde bezetting                                      |                       |                       |                  |                  |                             |
| Ladies night                                         | 17-01-2011            | 12-02-2011            | 37               | 3                |                             |
| Rio de Janeiro                                       | 20-05-2011            | 11-06-2011            | tip40            | -                |                             |
| Een beetje van dit                                   | 2012                  | 19-05-2012            | tip73*           |                  |                             |